# Заврч (община)
Община Заврч (словен. Občina Zavrč) — одна з общин Словенії. Адміністративним центром є місто Заврч.
Виноградарство для сьогоднішніх жителів общини є одним з перспективних джерел доходу.

## Населення
У 2011 році в общині проживало 1638 осіб, 887 чоловіків і 751 жінок. Чисельність економічно активного населення (за місцем проживання), 558 осіб. Середня щомісячна чиста заробітна плата одного працівника (EUR), 784,12 (в середньому по Словенії 987.39). Приблизно кожен другий житель у громаді має автомобіль (46 автомобілі на 100 жителів). Середній вік жителів склав 38,7 роки (в середньому по Словенії 41.8). 